# Canyada Vellida
Canyada Vellida és un municipi d'Aragó, situat a la província de Terol i enquadrat a la comarca de la Comunitat de Terol.